# Schweizerische Gesellschaft für Finanzmarktforschung
Die Schweizerische Gesellschaft für Finanzmarktforschung (SGF) ist ein Schweizer Verein mit dem Ziel, den Austausch zwischen Akademikern und Praktikern im Bereich der Finanzwirtschaft zu fördern.

## Geschichte
Die Gesellschaft wurde 1986 von Werner Rein zusammen mit einer Gruppe Schweizer Ökonomen gegründet.

## Aktivitäten
Um das Hauptziel, der Förderung von moderner Finanzwirtschaft und vor allem der Interaktion zwischen Akademie und Praxis, zu verwirklichen, veröffentlicht die Gesellschaft vier Mal im Jahr die Zeitschrift Financial Markets and Portfolio Management und organisiert die SGF Conference.

### SGF Conference
Die SGF Conference ist eine Fachtagung zum direkten Austausch zwischen Akademie und Praxis. Sie findet seit 1998 jährlich im Frühjahr in Zürich statt und behandelt finanzwirtschaftliche Themen wie zum Beispiel Asset Pricing, Unternehmensfinanzierung, Haushaltsfinanzierung, Versicherung oder Marktstrukturen. Beiträge können jeweils bis Oktober des Vorjahres eingereicht werden und unterliegen anschliessend einem Review.
Am Vorabend der Konferenz findet jeweils ein Pre-Conference Dinner statt, und zum Abschluss wird eine Keynote vorgetragen. In der Vergangenheit wurde diese Rede unter anderem von Itzhak Ben-David, Jean-Pierre Danthine, Zeno Staub (CEO der Vontobel AG) und Renaud de Planta (CEO von Pictet Asset Management) gehalten. Zudem wurde in den vergangenen Jahren der beste präsentierte Artikel mit dem SIX Best Paper Award prämiert. Dieser wurde von der SIX Swiss Exchange gesponsert und umfasste einen Geldpreis in Höhe von 4000 CHF.
Aktuell wird die Konferenz von Alexander Wagner, Professor für Finanzwissenschaften an der Universität Zürich organisiert.

## Vorstand und Mitglieder
Der aktuelle Präsident der Schweizerischen Gesellschaft für Finanzmarktforschung ist Stefan Beiner. Des Weiteren umfasst der Vorstand Tim Kröncke und Florian Weigert, als Co-Editoren der Zeitschrift Financial Markets and Portfolio Management, Daniel Mewes als Kassier, sowie Alexander Wagner als Chair der SGF Conference.
Die Gesellschaft umfasst 129 Mitglieder aus Forschung und Praxis.

## Sponsoren
Die Aktivitäten der Schweizerischen Gesellschaft für Finanzmarktforschung werden durch Mitglieder, Sponsoren, und Abonnenten der Zeitschrift Financial Markets and Portfolio Management finanziert.